# دانشگاه سونگ کیون کوان
دانشگاه سونگ کیون کوان (کره‌ای: 성균관대학교; هانجا: 成均館大學校; انگلیسی: Sungkyunkwan University) (SKKU یا به سادگی سونگ‌ده (성대)) یک دانشگاه پژوهشی جامع در کره جنوبی است. ریشه‌های این دانشگاه به سونگ کیون کوان می‌رسد که در سال ۱۳۹۸ بنیان‌گذاری شد و در مرکز سئول واقع شده‌است. سونگ کیون کوان به عنوان مهم‌ترین مؤسسهٔ آموزشی دوران چوسان، توسط قوانین عالی اداره دولتی با موافقت پادشاه اداره می‌شد.